# Francisco de Montes
Francisco de Montes (San Mamés, Polaciones, Cantabria, 1753-Madrid, 12 de noviembre de 1817) fue un marino español. Alcanzó el grado de teniente general de la Real Armada Española.

## Biografía
Desde muy joven comenzó su carrera, ingresó en la Armada, sentando plaza de guardiamarina en la compañía del departamento de Cádiz el 2 de enero de 1768. Tras finalizar los estudios comenzó su experiencia en la mar a bordo del navío Terrible, para más tarde pasar al Atlante. Tras varios años en este navío recorriendo el mundo es ascendido a alférez de fragata el 22 de agosto de 1770.
Pasa a la fragata Palas con el que viaja a las islas Filipinas. En 1774 es ascendido a alférez de navío y pasa a la fragata Astrea, realizando un segundo viaje a las islas Filipinas. Tras regresar a Cádiz a los pocos días es ascendido a teniente de fragata.
Al inaugurarse en 1977 las nuevas compañías de guardiamarinas del departamento de Ferrol y la del departamento de Cartagena fue destinado, como primer ayudante a la del departamento de Ferrol. Permaneciendo en este destino, hasta ser ascendido a teniente de navío, el 23 de mayo de 1778.
En 1778 se embarca en el navío Arrogante, y de este pasa al navío San Vicente, buque insignia del general de la escuadra de Ferrol al mando del general Arce, escuadra subordinada de la escuadra del general don Luis de Córdova. Esta escuadra se unió a la escuadra francesa del conde de D’Orvilliers, realizando una expedición al canal de la Mancha.
Tras regresar de su expedición y reparar su navío en Ferrol realiza un viaje hasta Cádiz una vez allí se embarcó en el jabeque Mallorquín para ayudar a la escuadra que en esos momentos estaban bloqueando Gibraltar. Más tarde pasa al jabeque Pilar, insignia del general Antonio Barceló, del que fue nombrado ayudante.
El 26 de junio de 1780 se le ordena atacar un convoy británico fondeado en Gibraltar con dos goletas y varias cañoneras. El 16 de julio vuelve a realizar un ataque contra otro convoy, por orden de Barceló, en esta ocasión solo utilizó lanchas cañoneras.
El 30 de octubre de 1780 cesa como ayudante de Barceló y pasa al navío San Pascual de la escuadra de Luis de Córdova, patrullando la costa atlántica desde Santa María hasta San Vicente. Al mando del navío San Pascual pasa a ser ayudante del general Ventura Moreno Zavala y participa en la expedición que este realiza a Menorca en 1781. Pasa al navío Atlante con el que ataca el castillo de San Felipe de Mahón, castillo que se rindió en marzo de 1782, por lo que fue ascendido a capitán de fragata. Regresa tras la victoria en la fragata Juno que escolta al general Moreno.
Con Ventura de Moreno participa en el ataque a Gibraltar de las baterías flotantes que resultó nefasto para los españoles por las prematuras detonaciones de esta. Tras el fracaso pasa al navío Rayo, de la escuadra de Cordova. Se enfrentan en el cabo Espartel a una escuadra británica mandada por el almirante Howe. En 21 de diciembre de 1782 es ascendido a capitán de navío por sus méritos de guerra. El 11 de abril de 1783 obtiene el mando del San Justo, para junto al Galicia escoltar las naves que regresaban de América.
En 1782 se firma la paz con Gran Bretaña y Montes es destinado a Ferrol donde permanece hasta 1789 `pasa a mandar la fragata Santa Elena de la escuadra del general Félix de Tejada. Luego pasa al navío San Ramón de la escuadra Aristizábal, con la que realiza misiones de escolta de los buques mercantes que vienen de América.
En 1794, a bordo del navío San Ramón, junto a la fragata Águeda, bloquearon los puertos de Bahiaja y Guárico, en Santo Domingo, capturando una balandra de los Estados Unidos, que intentaba forzar el bloqueo. Tiempo después el general Aristizábal, dispuso al fin, que se realizara un ataque a los fuertes de Bahiaja, con su navío el San Ramón y de la fragata Águeda, junto a otros buques menores, estando todos a órdenes de Montes, rindiendo el fuerte francés y llevando los presos a La Habana.
Se dedicó al transporte de tropas y caudales por aguas del Caribe así como a la custodia de los puertos españoles de Santo Domingo 
Una rebelión de negros en Santo Domingo acaba la vida con los franceses que habían jurado lealtad al España, por lo que Montes libera a los presos franceses capturados en la anterior campaña y les provee de armas para que venguen a sus compatriotas. Este hecho le valió el reconocimiento tanto de España como de Francia, siendo recompensado por el rey en persona y siendo ascendido a brigadier por méritos de guerra, 16 de diciembre de 1794. 
Marcha a Acapulco donde el Virrey de Nueva España lo presentó, como comandante de marina de los puertos de Acapulco y de San Blas, donde a pesar de que la escuadra es escasa, mantiene a raya a los corsarios británicos que actúan por esas costas. En 1797 llegó a la isla de la Tortuga, en la después de un breve combate apresó a dos fragatas británicas. Al año siguiente apresaría otra goleta británica.
Durante 1799 se dedica al transporte de caudales consiguiendo no solo realizarlos con éxito sino capturando barcos enemigos que intentaban robarle el botín. Tras estas acciones fue destinado al apostadero de La Habana. Más tarde ya en 1800 se pone la mando del navío San Pedro que pertenece a la escuadra de Francisco Javier Muñoz, y que se dedica a la caza de corsarios británicos.
Al año siguiente está al mando de la fragata Afitrite con la que consigue escapar de cuatro naves británicas que tenían la pretensión de apresarlo. Pronto vuelve a comenzar la guerra con el Reino Unido y pasa al buque San Rafael de la escuadra de Federico Gravina
Con esta escuadra realiza un viaje a la Antillas donde deben unirse a la francesa de Villenueve, en el Caribe realizan varias presas de mercantes británicas
Estando cerca de la Antigua, divisaron un convoy británico, que iba cargado con frutos coloniales, al cual atacaron cayendo todos sus buques cautivos, escoltado por cuatro fragatas, se le envió a Puerto Rico.
En el viaje de regreso a España, se realizaron tres presas más, entre ellas la represa de una fragata mercante española, que regresaba cargada con un rico cargamento de frutos y dinero, que venía procedente de la ciudad de Lima.
De regreso a España, participa con el resto de la escuadra en la batalla del cabo Finisterre, siendo su buque el San Rafael, uno de los más castigados por el fuego enemigo. El buque se rindió, y se hundió poco después al ser llevado por los británicos a Plymoth.
Regresa a España tras un canje de prisioneros y pasa un consejo de guerra del que es absuelto y es ascendido a jefe de escuadra el 9 de noviembre de 1805. 
En 1808, destinado en Cádiz, participa en la captura de la escuadra francesa del Almirante Rosily. Más tarde pasa a la comandancia de Cartagena de Indias, marchando en la goleta Paloma, para su destino, donde una vez más cumple con su trabajo con brillantez, regresando a España en 1811 en la corbeta Sebastiana. 
En 1813 se le nombra vocal de la junta de asistencia de la dirección general de la armada real y más tarde se le asigna general del departamento de Cartagena. Al regreso de Fernando VII es ascendido a teniente General.
Su última misión de importancia la realizó en 1815 cuando se puso al frente a una escuadra anclada en Mallorca y que estaba hecho un desastre y la que tuvo que poner en marcha y trasladar a los arsenales de Cartagena y Cádiz.
Tras esta misión fue llamado a la Corte y se le donde se le condecoró con la gran cruz de la Orden de San Hermenegildo, y se le nombró caballero de la Orden de Santiago, así como gentilhombre de la cámara del Rey.